# 孙力 (作家)
孙力（1949年10月16日—2010年5月9日），广西人，籍贯河北定县，中国共产党党员，毕业于天津师范大学，中国大陆小说家，曾和妻子余小惠合著《都市风流》荣获1991年第三届茅盾文学奖。

## 生平
1949年，孙力出生在广西省。
1969年，孙力加入内蒙古生产建设兵团。
1974年，孙力从天津师范大学毕业。
1984年，孙力开始发表作品。
1991年，孙力和妻子余小惠合著的《都市风流》荣获第三届茅盾文学奖。

## 家庭
孙力的妻子余小惠也是小说家。

## 作品

### 长篇小说
- 《都市风流》（与妻子余小惠合著）1989年12月浙江文艺出版社
- 《但愿人长久》（与妻子余小惠合著）1986年花山文艺出版社，天津市第四届鲁迅文学奖

### 中短篇小说集
- 《枣花蜜》（与妻子余小惠合著）
- 《真诚》天津市第二届鲁迅文学奖

### 摄影作品
- 乡村炉灶、柿子富了马家坡、红红的家园、出窑 等[4]

## 奖项
- 1991年，《都市风流》荣获第三届茅盾文学奖。